# Бекдорф (Шлезвиг-Холштајн)
Бекдорф (њем. Bekdorf) општина је у њемачкој савезној држави Шлезвиг-Холштајн. Једно је од 112 општинских средишта округа Штајнбург. Према процјени из 2010. у општини је живјело 98 становника. Посједује регионалну шифру (AGS) 1061008.

## Географски и демографски подаци
Бекдорф се налази у савезној држави Шлезвиг-Холштајн у округу Штајнбург. Општина се налази на надморској висини од 4 метра. Површина општине износи 1,7 km². У самом мјесту је, према процјени из 2010. године, живјело 98 становника. Просјечна густина становништва износи 58 становника/km².

## Међународна сарадња
| Мјесто | Држава | Врста сарадње | Од    |
| ------ | ------ | ------------- | ----- |
|        | Пољска | контакт       | 1991. |
| Извор  |        |               |       |